# 莫塔羅納山

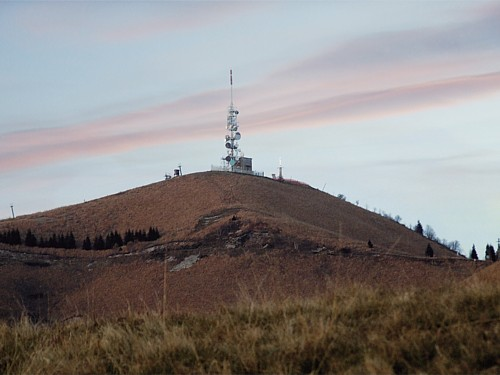

莫塔羅納山是意大利的山峰，位於該國西北部奧爾塔湖和馬焦雷湖之間，屬於本寧阿爾卑斯山脈的一部分，海拔高度1,492米，是阿戈尼亞河的發源地。

## 外部連結
- Mottarone online website （页面存档备份，存于） （意大利文）